# Muzeul Luvru
Muzeul Luvru (în franceză Musée du Louvre) este cel mai mare muzeu de istorie și artă din Franța (după suprafață, 210.000 m2 dintre care 60.600 m2 destinați expozițiilor) și unul dintre cele mai importante muzee din lume. Este situat în centrul capitalei franceze, Paris, între cheiul drept al Senei și strada Rivoli (franceză Quai de Louvre - Rue Am. de Coligny - Rue Rivoli), în primul arondisment, într-o clădire istorică, fost palat regal, Palatul Luvru. Exponatele de artă franțuzești acoperă o largă parte din istoria Franței, de la  Dinastia Capețienilor până în prezent.
Muzeu cu caracter universal, Luvrul posedă opere de artă din epoci diferite ale civilizației, din Antichitate până la 1848, și acoperă o arie geo-culturală întinsă, de la Europa occidentală, Grecia, Egipt până la Orientul Apropiat (la Paris există - în linii mari - o împărțire a domeniilor de expunere muzeală: arta europeană din perioada de după 1848 este încredințată Muzeului d’Orsay și Centrului Pompidou, arta asiatică este expusă la Muzeul național de Arte asiatice Guimet, iar arta africană, americană și din Oceania este sub tutela Muzeului Quai Branly), o serie de capodopere fiind expuse în Pavilionul Sesiunilor al muzeului Luvru. Operele prezente la Luvru au o mare varietate, de la picturi, sculpturi, desene până la ceramică, obiecte arheologice sau alte obiecte de artă.
Printre piesele cele mai celebre prezente la Luvru se numără: Codul lui Hammurabi, Venus din Milo, Gioconda de Leonardo da Vinci și Libertatea conducând poporul de Eugène Delacroix. Luvrul este de asemenea unul dintre cele mai vizitate muzee din lume, cu aproximativ 8,5 milioane de vizitatori în 2008. În 2018, Luvru a fost cel mai vizitat muzeu de artă din lume, având până la 10,2 milioane de vizitatori.

## Palatul Regal

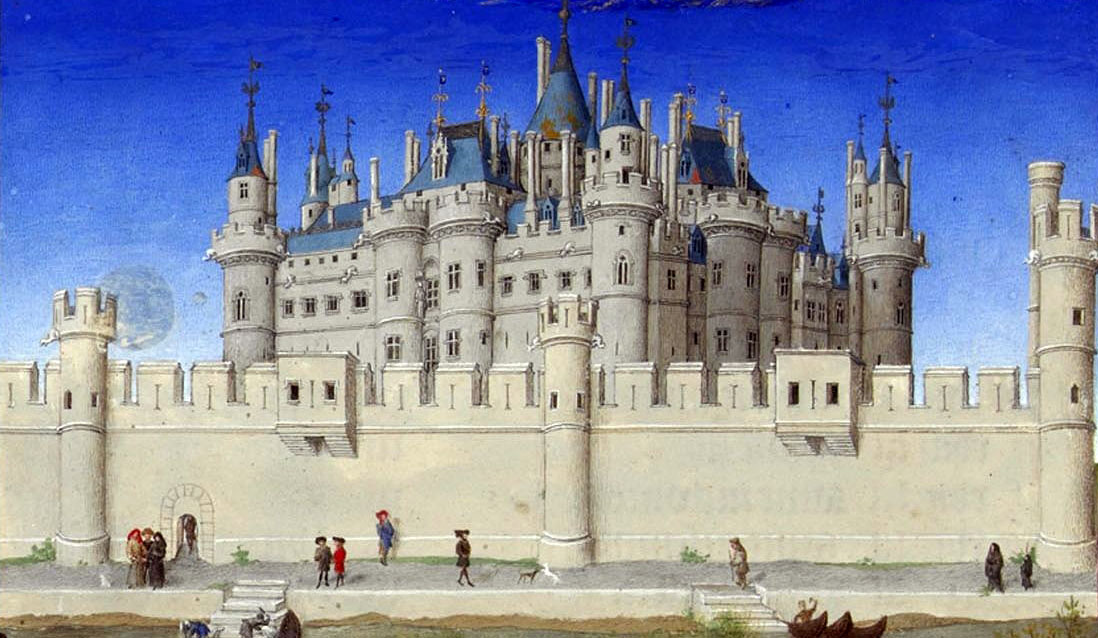
Cetatea Luvru
Pictură de Frații de Limbourg, Les Très Riches Heures du duc de Berry, Octobre, detaliu, 1412-1416

La originea Luvrului se află o cetate construită de către Filip al II-lea al Franței în anul 1190 și care ocupa o pătrime a actualei Curți Pătrate. Planul cetății era constituit dintr-un patrulater cu laturile de 78x72 m, înconjurat de șanțuri, flancat de turnuri și având două căi de acces. În mijlocul cetății se afla un donjon fortificat: Marele Turn al Luvrului. Una dintre principalele misiuni ale cetății era de a supraveghea avalul Senei, această parte fiind una dintre zonele folosite adesea de invadatori încă de pe vremea vikingilor. În 1317, odată cu transferul bunurilor aparținând Ordinului Templierilor către Ordinul Ospitalierilor, vistieria regală, păstrată până atunci în Casa Templierilor din Paris, este transferată la Luvru. Carol al V-lea va transforma ulterior Luvrul în reședință regală cu ajutorul arhitectului Richard du Temple.
Nemaifiind de nici un folos, Marele Turn al Luvrului este demolat de către Francisc I al Franței în 1528, iar în 1546 începe transformarea fortăreței în reședință de lux. Francisc I dispune de asemenea demolarea întregii aripi de vest a cetății, pe care o înlocuiește cu o construcție în stil renascentist, creată de către Pierre Lescot. De asemenea, Francisc I este cel care a achiziționat Mona Lisa (Gioconda) de la Leonardo da Vinci în 1516, după ce îl invitase pe acesta în Franța să lucreze la Amboise la castelul Clos-Lucé (nume vechi, Cloux) unde artistul și-a petrecut ultimii ani ai vieții. Lucrările de transformare a cetății sunt continuate ulterior în timpul domniilor lui Henric al II-lea și Carol al IX-lea, partea de sud a ceea ce mai rămăsese din vechiul Luvru fiind la rândul ei demolată pentru a face loc unei aripi tot în stil renascentist.
În anul 1594, Henric al IV-lea decide unirea palatului Luvru cu palatul Tuileries construit de Caterina de Medici. Este începutul unui proiect de anvergură care este acum denumit Le Grand Dessein și a cărui primă etapă constă în construcția Marii Galerii ce unește pavilionul Lesdiguères (numit astfel în onoarea lui François de Bonne, baron de Champsaur, primul duce de Lesdiguères) cu pavilionul La Trémoille (numit în onoarea lui Henri de la Trémoille).
Curtea Pătrată este realizată de către arhitecții Jacques Lemercier și apoi Louis Le Vau, sub domniile lui Ludovic al XIII-lea și Ludovic al XIV-lea, având de patru ori dimensiunea curții renascentiste de pe timpul lui Francisc I, dimensiune ce duce implicit și la demolarea a ceea ce mai rămăsese din cetatea medievală. Amenajarea și decorarea palatului sunt realizate de pictori celebri, precum Nicolas Poussin, Giovanni Francesco Romanelli⁠(fr)[traduceți] sau Charles Le Brun. Această dezvoltare a Luvrului este însă întreruptă brusc în anul 1678, când Ludovic al XIV-lea alege Versailles ca centru al puterii și ca reședință regală. Urmează o perioadă în care Luvrul va rămâne neschimbat, până când în secolul al XVIII-lea o serie de proiecte de modificare sunt conduse de Ange-Jacques Gabriel și Jacques-Germain Soufflot. Printre aceste proiecte este și acela de a transforma palatul în muzeu, proiect ce începe în timpul lui Ludovic al XV-lea, însă care va fi pus în practică abia o dată cu Revoluția Franceză.

## Istoric

### Începuturi
Funcția de muzeu a Luvrului începe odată cu expoziția celor mai frumoase tablouri ale colecției regale, ținută la Palatul Luxemburg între anii 1750 și 1785, și care a cunoscut un enorm succes. Marchizul de Marigny, director general al Clădirilor Regale (în franceză Bâtiments du roi) și succesorul acestuia, contele de Angiviller, elaborează un proiect prin care Luvrul să devină un muzeu permanent. Acest proiect devine lege la data de 6 mai 1791, iar la 10 august 1793 are loc inaugurarea oficială a noului muzeu. Acesta a fost inițial un loc de pregătire a artiștilor vremii, publicul larg având acces numai în zilele de duminică până în anul 1855.

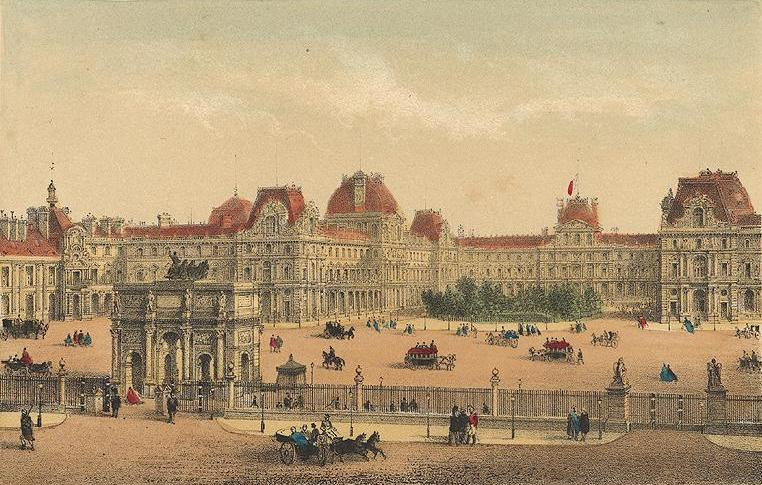
Luvru și Arcul de Triumf Carrousel, inaugurat în 1808

În timpul Primului Imperiu muzeul se va numi Muzeul Napoleon având ca prim director pe Dominique-Vivant Denon. Muzeul este extins de către arhitecții Charles Percier și Pierre-François-Léonard Fontaine, aceștia construind aripa de pe strada Rivoli. Aceștia vor construi în 1808 și un mic arc de triumf numit Arcul de Triumf Carrousel, care va fi decorat de către Dominique-Vivant Denon cu basoreliefuri și cu statuete ce slăvesc gloria armatelor victorioase. Deasupra era plasată o statuie antică din bronz reprezentând cai, ce aparținuse bazilicii San Marco din Veneția, și care va fi înapoiată acesteia în 1815. Sub domnia lui Napoleon al III-lea Luvrul a suferit mai multe modificări, în principal în cadrul proiectului Le Grand Dessein: galeria de nord ce leagă Luvrul de Palatul Tuileries a fost completată prin adăugarea de noi clădiri realizate de Hector-Martin Lefuel după planurile lui Louis Visconti; alte clădiri au fost adăugate la sud pentru a oferi simetrie complexului arhitectural care a devenit din ce în ce mai impunător. În 1871, muzeul a fost incendiat în timpul Comunei din Paris iar arhitectul Lefuel a fost nevoit să reconstruiască o parte din clădiri. Palatul Tuileries nu va fi reconstruit astfel încât, după mai mulți ani de deliberări, ruinele vor fi demolate în 1882. Această demolare marchează începutul Luvrului modern, acum fiind aproape în totalitate consacrat culturii, cu excepția aripii Richelieu în care funcționa Ministerul de Finanțe. Ministerul va fi mutat din aripa Richelieu printr-o decizie a președintelui francez François Mitterrand abia în 1981.

### Marele Luvru
În timpul primului mandat al lui François Mitterrand ca președinte al Franței, acesta ia decizia, la data de 26 ianuarie 1981, de a reda Luvrului aripa Richelieu, care la acel moment era ocupată de Ministerul de Finanțe francez. Această decizie marchează începutul proiectului numit Marele Luvru (în franceză Le Grand Louvre) care va însemna o reorganizare totală a muzeului. La data de 2 noiembrie 1983 controlul asupra întregului complex al Luvrului cât și asupra proiectului Marele Luvru a fost încredințat EPGL (în franceză Établissement Public du Grand Louvre). Extinderea și modernizarea Luvrului au fost încredințate de EPGL arhitectului american de origine chineză Ieoh Ming Pei, celebru pentru proiectele sale, în principal noua aripă a National Gallery of Art din Washington, D.C.. Săpături arheologice au fost întreprinse înainte de amenajarea subsolului Curții Napoleon și începerea construcției piramidei. (vezi mai jos)
La 9 decembrie 1986 a fost inaugurat Muzeul d’Orsay; instalat în fosta Gară d’Orsay construită în 1900, muzeul găzduiește operele de artă din a doua jumătate a secolului al XIX-lea, de la 1848 și până la nașterea cubismului. Muzeul face în acest fel tranziția între Muzeul Luvru – preluând de la acesta operele artiștilor născuți între 1820 și 1870 – și Muzeul de Artă Modernă.
Piramida de sticlă construită în mijlocul Curții Napoleon de către Ieoh Ming Pei a fost inaugurată la 30 martie 1989. Aceasta reprezintă de acum principala axă de circulație a palatului Luvru, fiind punctul principal de acces în muzeu. Piramida duce la subsolul muzeului unde este amenajat un vast hol de recepție din care se realizează accesul vizitatorilor la restul complexului muzeal.
În anul 1997 muzeul va suferi din nou importante modificări de amenajare în jurul Curții Pătrate. Deschiderea sălilor din aripa Sackler, din cadrul departamentului Antichități Orientale, și deschiderea a două etaje complet renovate aparținând departamentului de Antichități Egiptene, dublează astfel suprafața de expoziție a acestui departament. În 1998, Școala Luvrului (franceză L’École du Louvre) este instalată în aripa Flore (5000 m2), aripă în care se găseau vechile colecții de sculptură.

## Colecții
Muzeul Luvru prezintă opere ale artei occidentale din Evul Mediu până la 1848, ale civilizațiilor antice care au precedat-o și influențat-o și ale artei islamice. Colecțiile sunt repartizate celor opt departamente ce își au fiecare istoria proprie legată de curatori, colecționari și donatori.

### Antichități grecești, etrusce și romane
Acest departament expune lucrări din bazinul mediteraneean, care acoperă o largă perioadă de timp, din epoca neolitică până în secolul al VI-lea. Mai specific, colecția pornește din perioada civilizației Cicladelor, întinzându-se până la declinul Imperiului roman. Departamentul este unul dintre cele mai vechi ale muzeului, fiind inițial colecția regală de artă, din care o parte fusese dobândită sub domnia lui Francisc I. La început, colecția era concentrată pe lucrări de marmură, precum binecunoscuta sculptură Venus din Milo. O creștere a numărului de lucrări, printre care Apollo Belvedere, a urmat Războaielor napoleoniene, însă aceste piese au fost returnate după căderea lui Napoleon din 1815. În secolul al XIX-lea, Luvrul a achiziționat piese precum vaze din colecția Durand și bronzuri precum Vaza Borghese de la Biblioteca națională.

### Artă islamică
Colecția de artă islamică este cea mai nouă colecție a muzeului și cuprinde exponate care se întind peste o perioadă de treisprezece secole și provin din trei continente. Inventarul consistă din lucrări din ceramică, sticlă, metal, lemn și fildeș, carpete, materiale textile și miniaturi; el numără 5000 de opere și 1000 de fragmente. Această colecție a făcut parte inițial din colecția de arte decorative, însă a fost separată de aceasta în 2003. Printre opere este o cutie din secolul al X-lea din Andaluzia (Pyxide d'al-Mughira), Baptisteriul Sfântului Lodovic, un bazin gravat din perioada mamelucă a secolelor al XIII-lea sau al XIV-lea, giulgiul lui Josse din Iran din secolul al X-lea. Colecția mai conține trei pagini din Shahnameh, o carte de poeme epice persane ale lui Ferdowsi și o lucrare metalică din Siria numită Vaza Barberini.

### Sculpturi

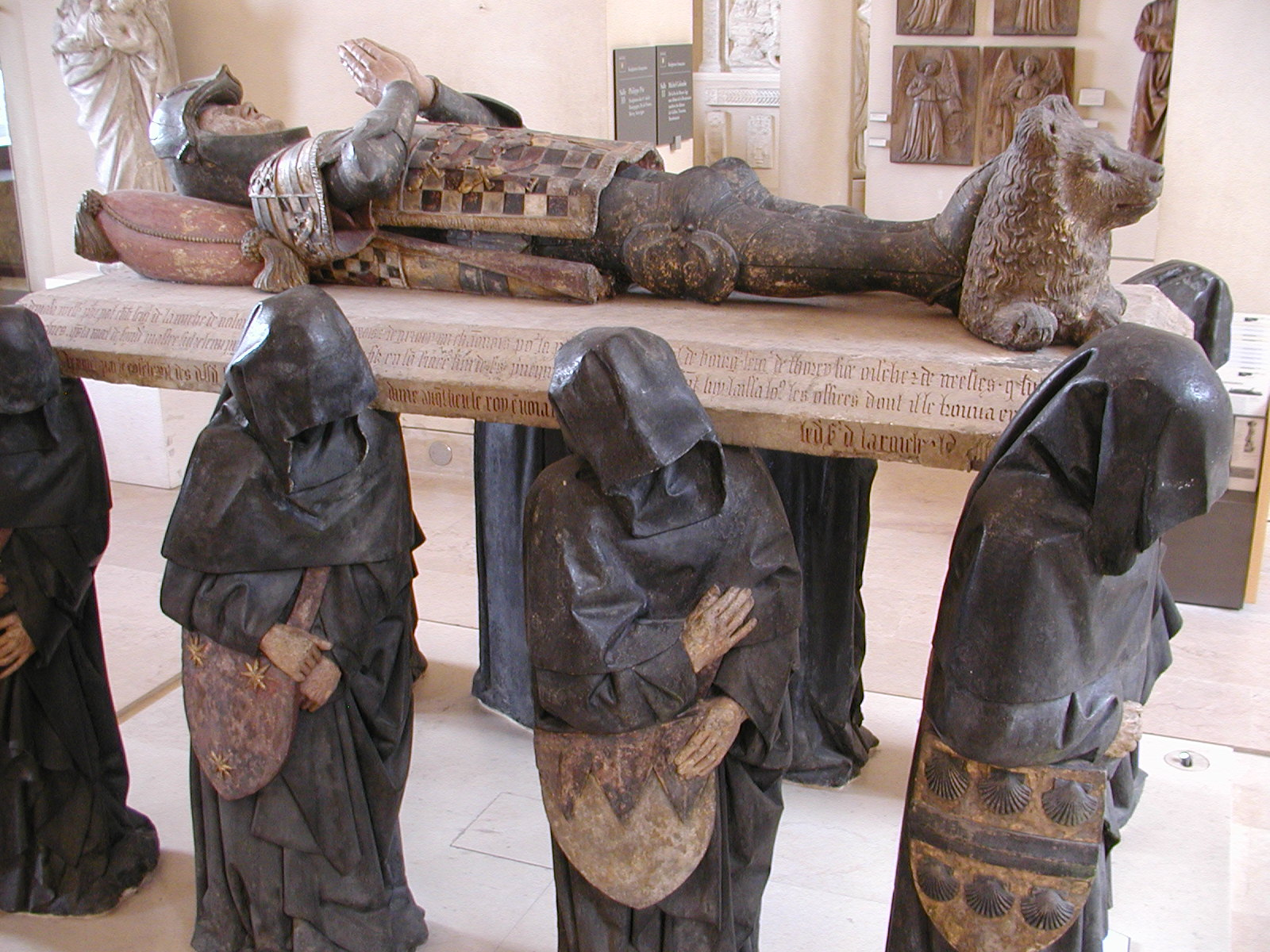
Mormântul lui Philippe Pot, guvernatorul Burgundiei sub Ludovic al XI-lea, de Antoine Le Moiturier.

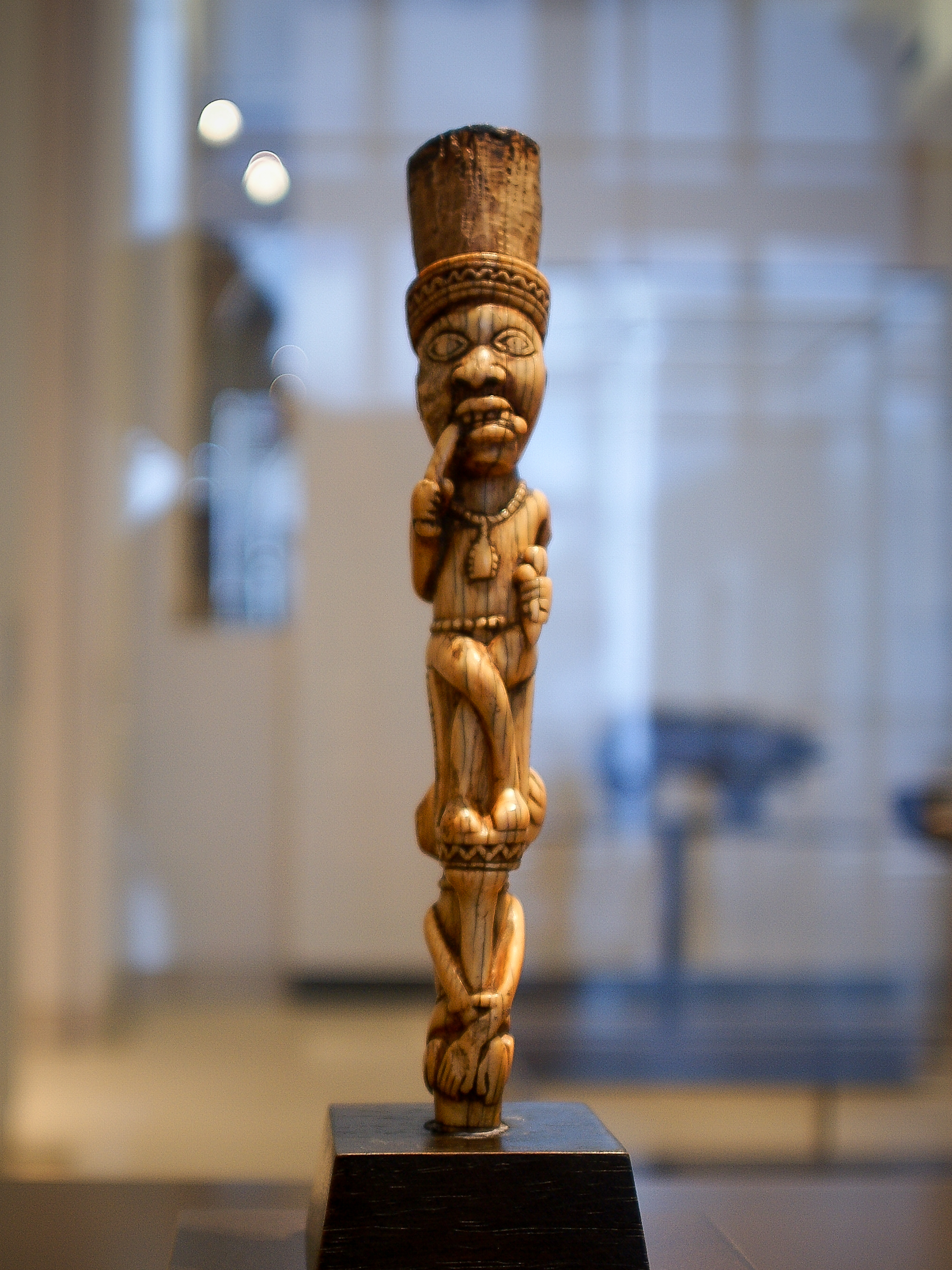
Sculptură Yombe, secolul al XIX-lea.

Departamentul de sculptură este compus din lucrări dinainte de 1850, care nu aparțin de departamentele de artă etruscă, greacă sau romană. Luvrul a găzduit sculpturi încă din vremea când era utilizat ca palat regal, însă până în 1824 nu fuseseră expuse decât lucrări antice și două statui de Michelangelo. Inițial colecția însuma numai 100 de piese, restul colecției regale aflându-se la Versailles. Lucrurile au rămas așa până când Léon Laborde a venit la conducerea departamentului. El a adăugat sculpturi și statui medievale, precum cea a regelui Childebert. Colecția era parte a departamentului pentru antichități, însă în 1871 a devenit autonomă sub conducerea lui Louis Courdajod, care a pus accentul pe o mai largă reprezentare a artei franceze. În 1986, toate operele de după 1850 au fost mutate în nou-creatul muzeu Orsay. Piesele rămase la Luvru au fost separate în două spații expoziționale, operele franceze găsindu-se de atunci în aripa Richelieu și cele străine în aripa Denon.
În ansamblu, colecția conține lucrări romanice, precum sculptura din secolul al XI-lea Profetul Daniel în peștera leului și cea din secolul al XII-lea Fecioara din Auvergne. În secolul al XVI-lea, influența renascentistă a avut un efect inhibitor asupra sculpturii franceze, precum se vede în basoreliefurile lui Jean Goujon și în lucrările lui Germain Pilon, Coborârea de pe cruce și Învierea lui Hristos. Secolele al XVII-lea și al XVIII-lea sunt reprezentate de opere ale lui Étienne Maurice Falconet și de obeliscurile lui François Anguier. Curentul neoclasic e reprezentat de sculptura Psyche înviată de sărutul lui Cupidon (1787) a lui Antonio Canova.

### Picturi
Mona Lisa 

### Icoane și picturi creștine
- Maiestatea Sa, Cimabue, circa 1280 (tempera pe lemn);
- Sfântul Francisc primește stigmatele, Giotto, circa 1300 (tempera pe lemn);
- La Grande Pietá ronde, Jean Malouel, circa 1400 (tempera pe lemn);
- Retablul Sfântului Denis, Henri Bellechose, 1416 (pictură pe lemn transferată pe pânză);
- Buna vestire, Rogier van der Weyden, circa 1432-1435 (ulei pe lemn);

## Galerie imagini

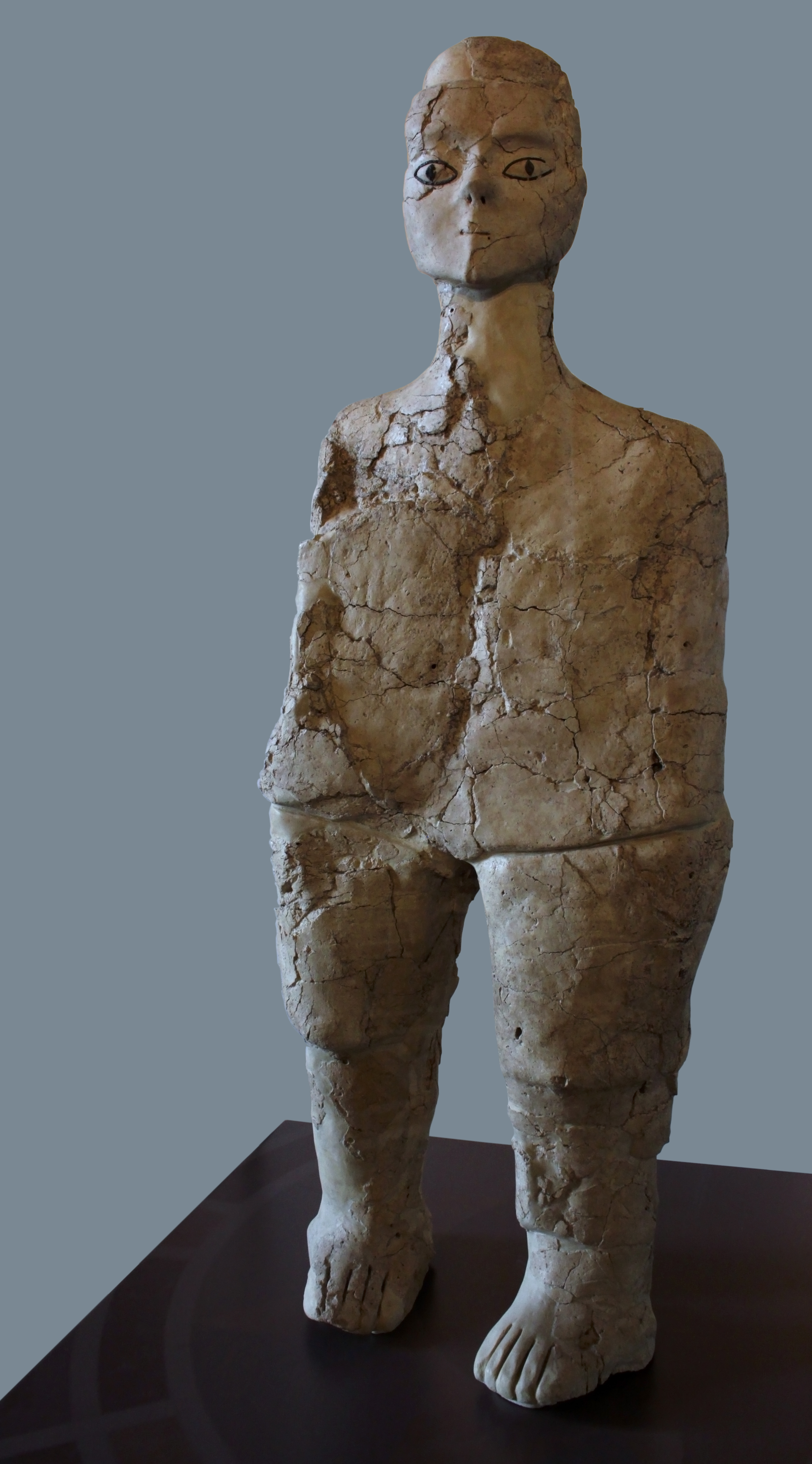
Statuie, ipsos și stuf, Ain Ghazal, Iordania, 6050-7050 î.Hr.
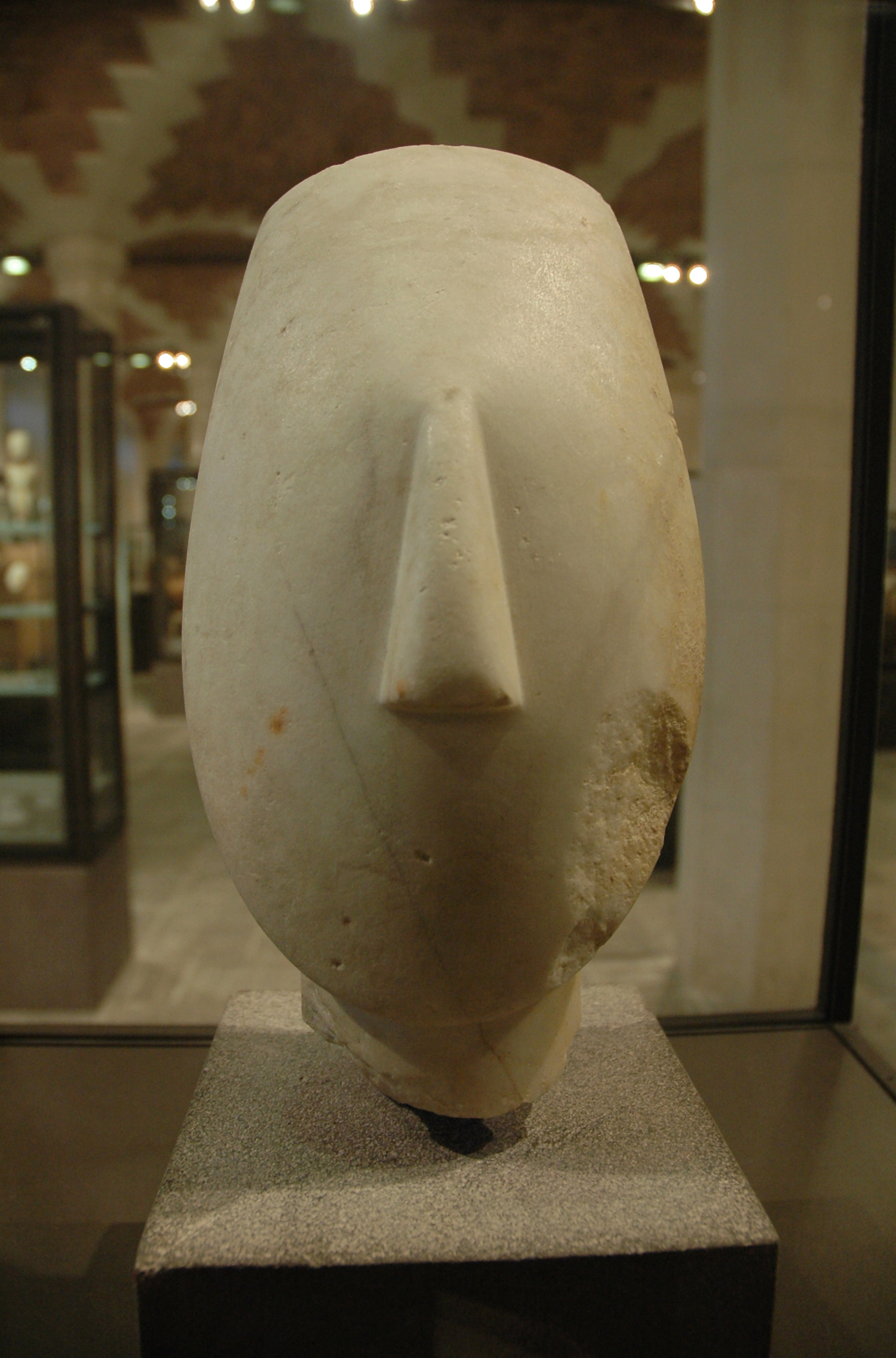
Arta cicladică, un cap votiv, 2700-2300 î.Hr.
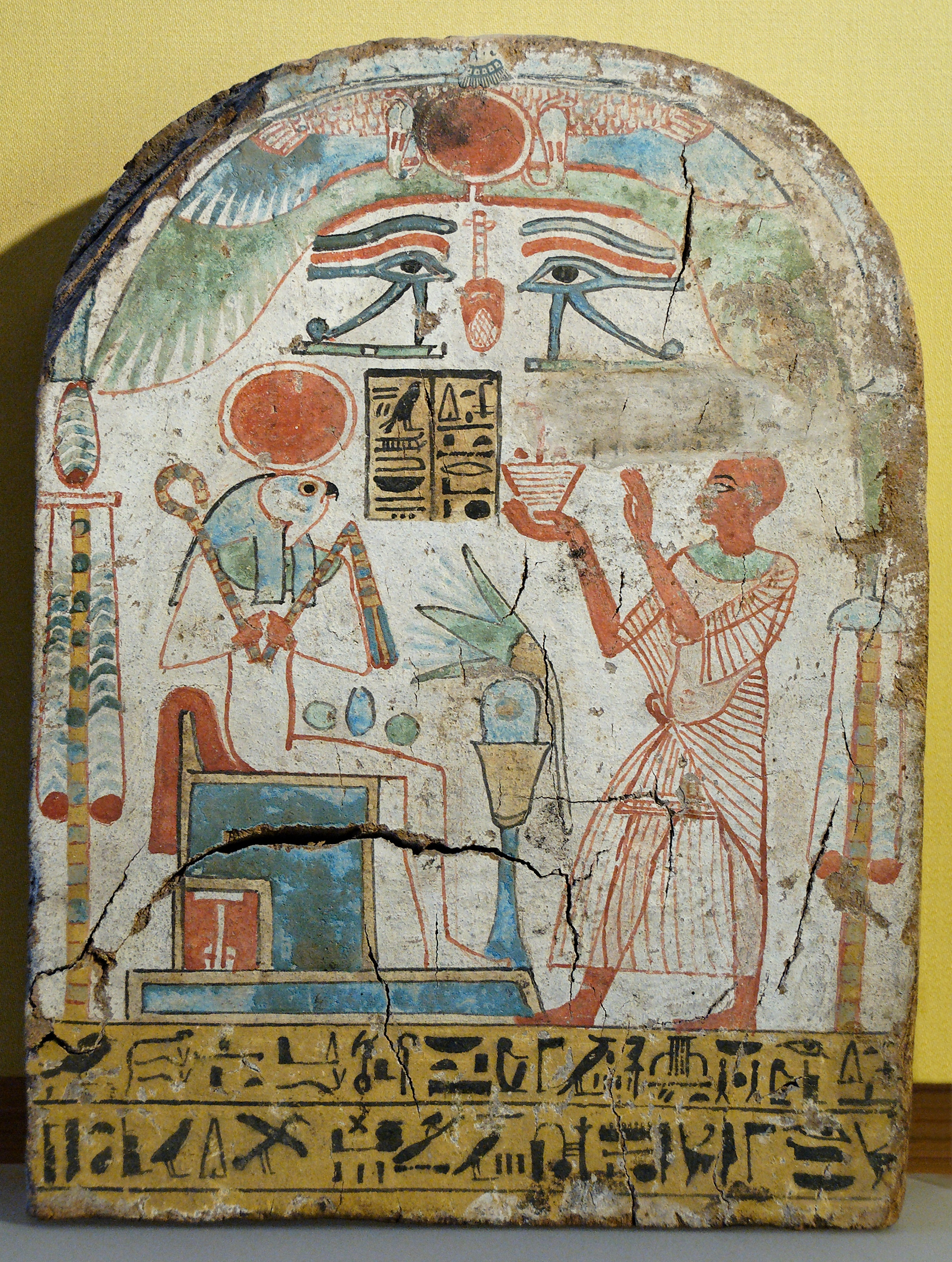
Egiptean, stele, "Preot arzând tămâie înaintea Ra-Horakhty-Atum", cca. 900 î.H.
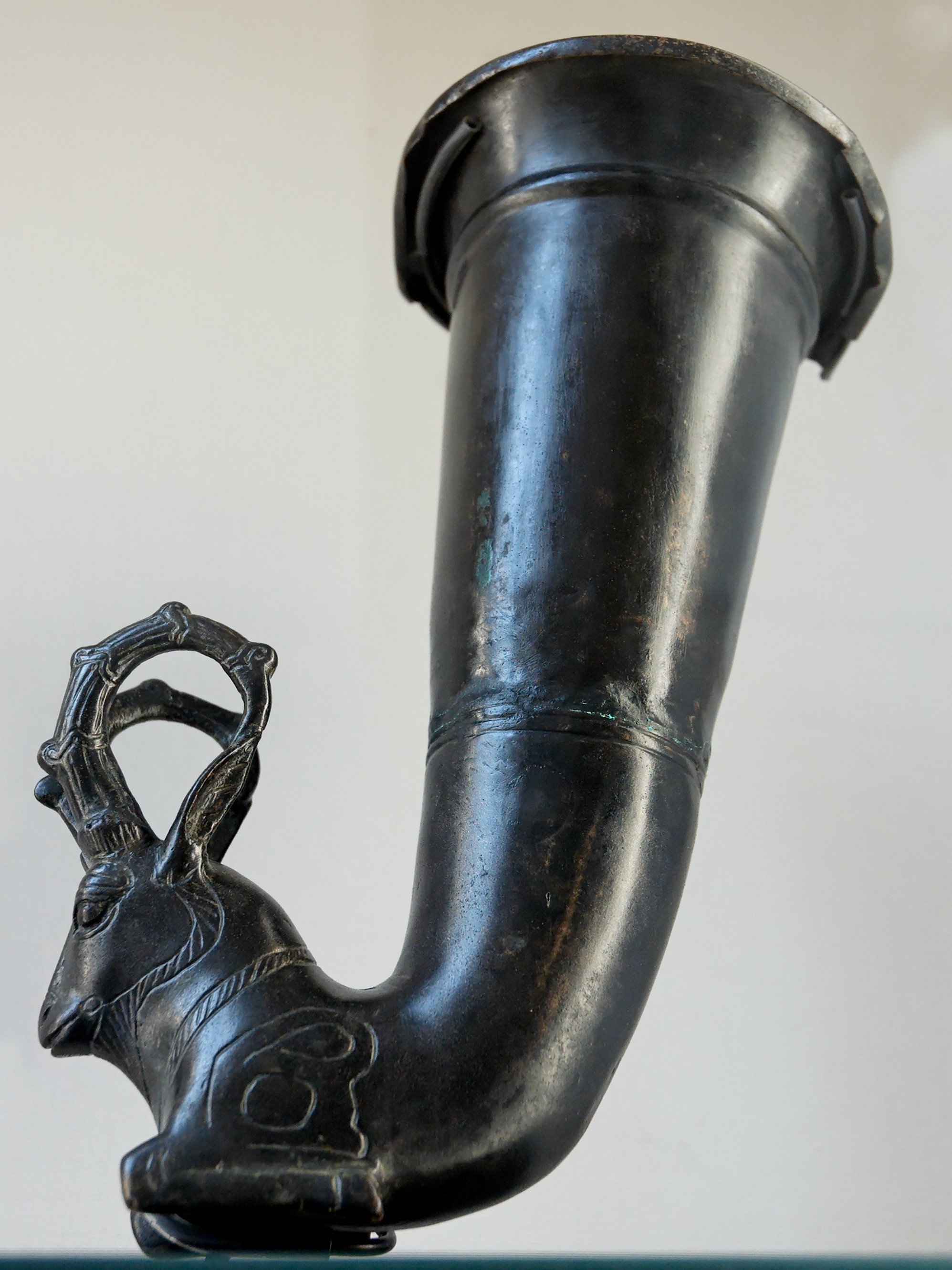
Persia antică, Ibex Rhyton, 600-300 î.Hr.
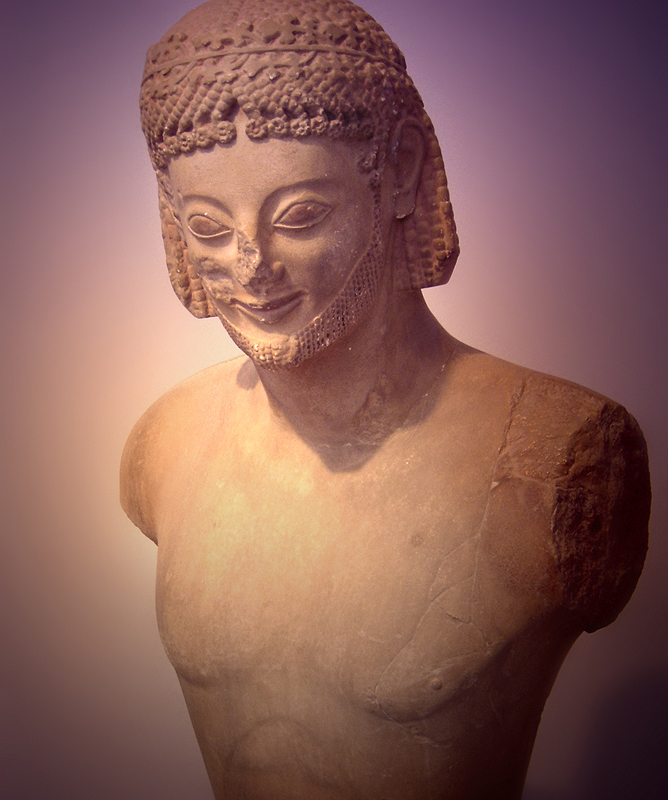
Greaca antică, Atena, Rampin Rider
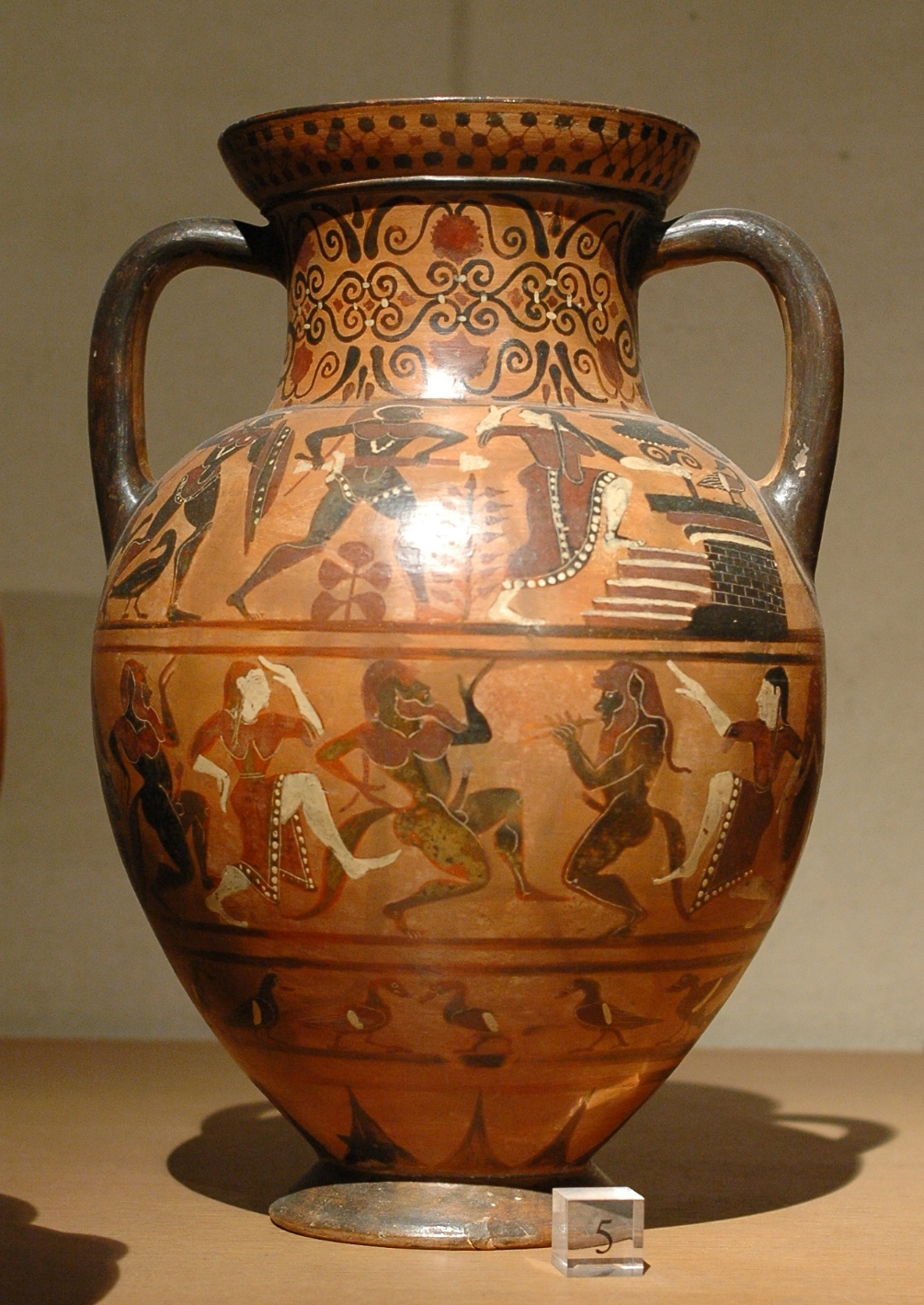
Amfora Etruscană, Diomedes și Polyxena, ca. 540-530 î.H.
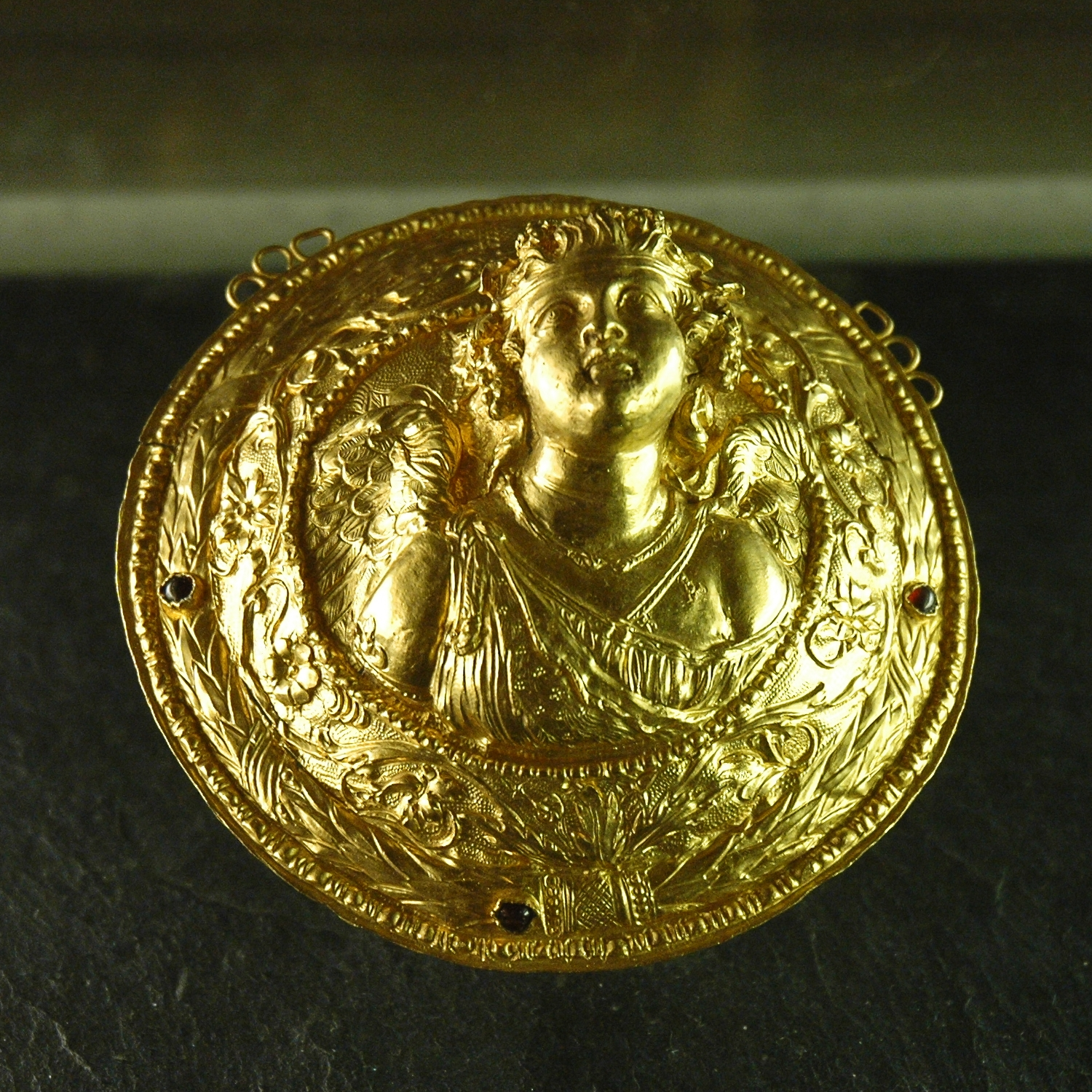
Orientul Mijlociu Elen, Medalionul Eros, cca. 250-200 î.H.
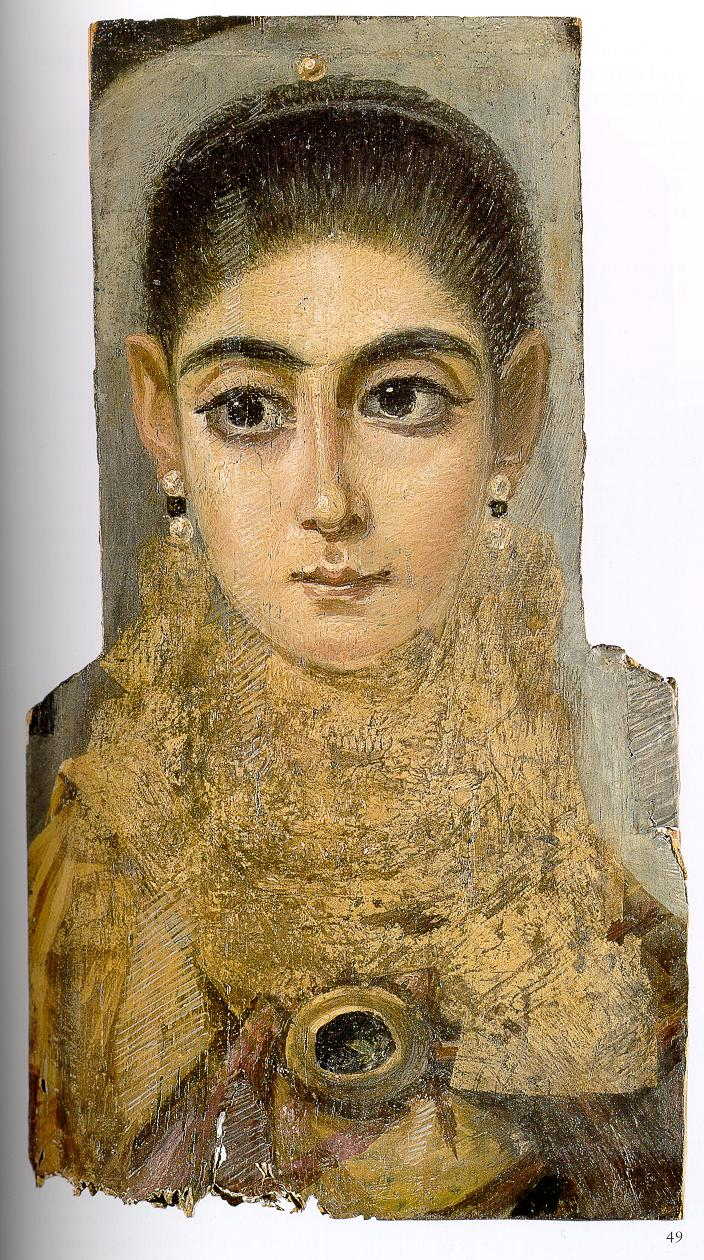
Fayum egiptean, portret de mumie Fayum
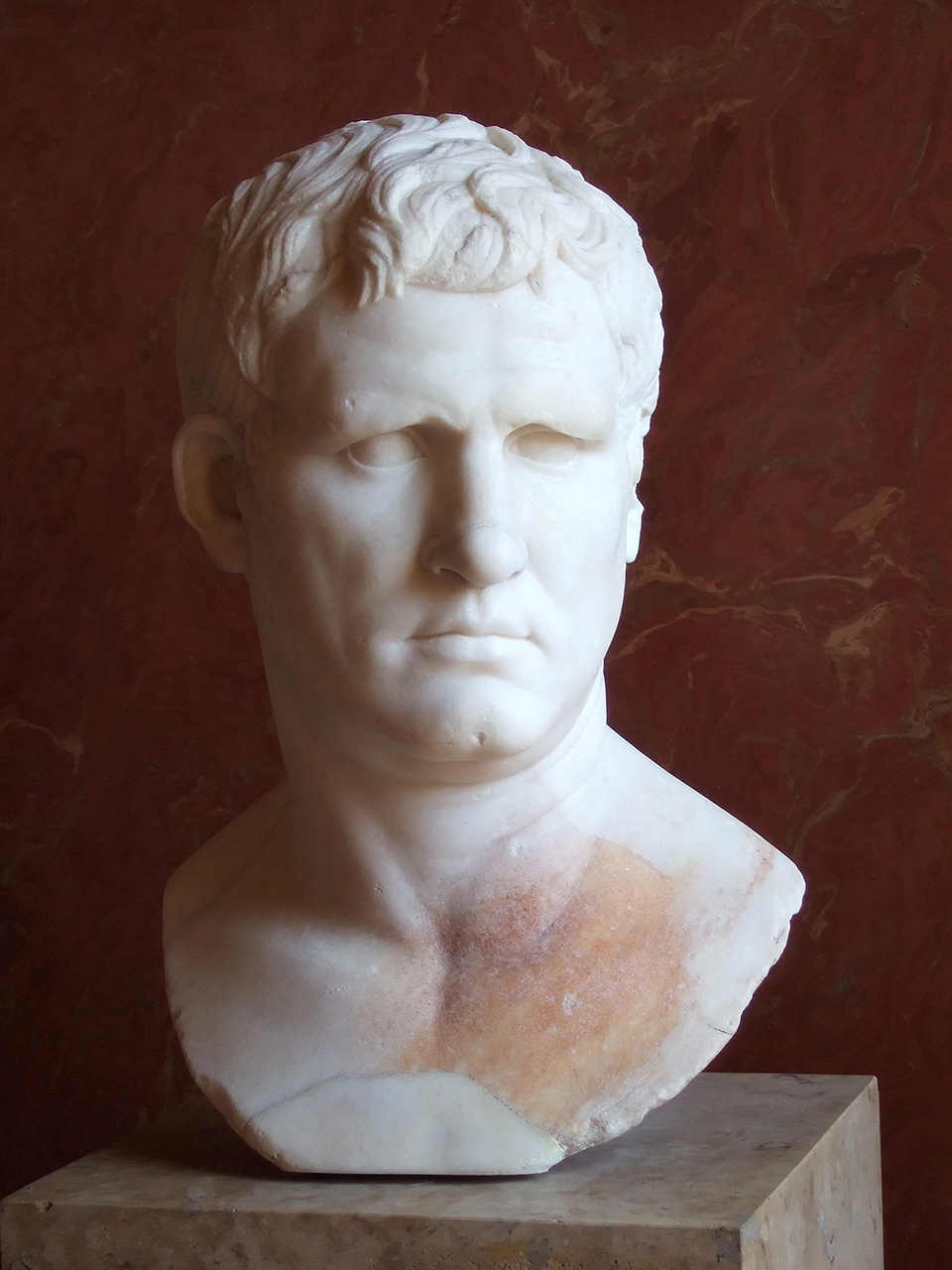
Arta romană, portretul lui Marcus Agrippa, 25 î.Hr.
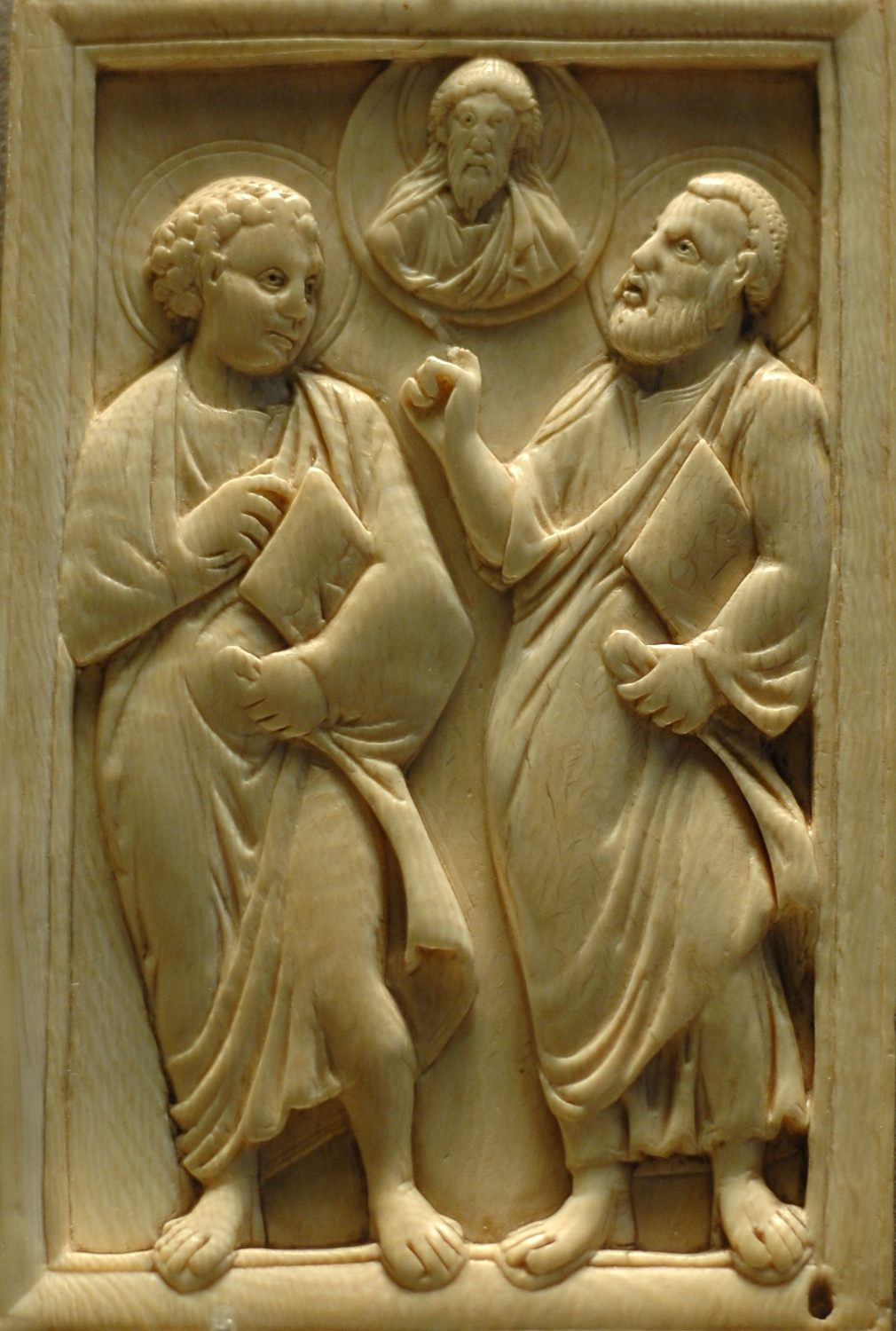
Franci, fildeș, Hristos între doi apostoli, secolul al V-lea
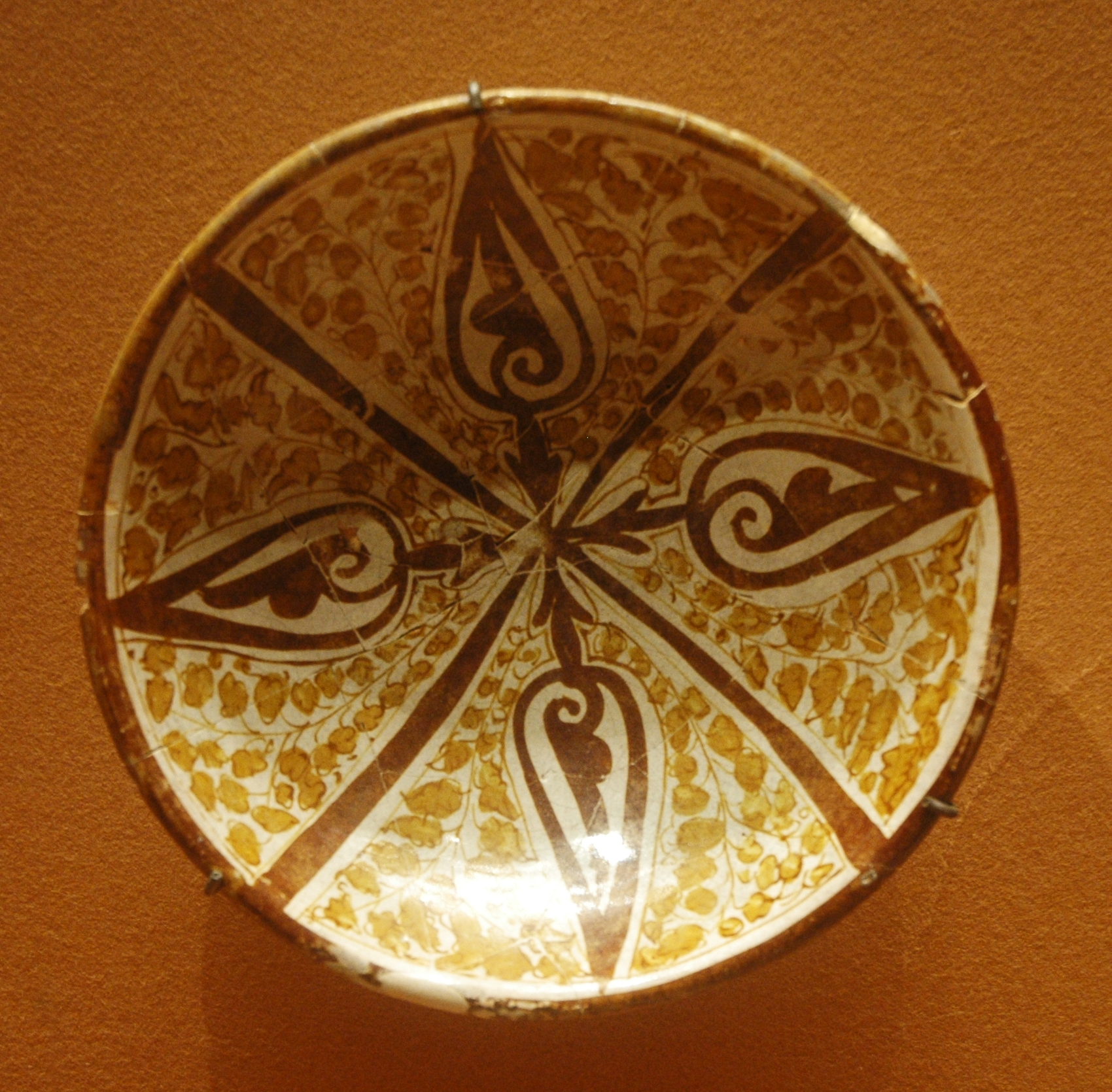
Artă islamică din Irak, cupă teracotă, secolul al IX-lea
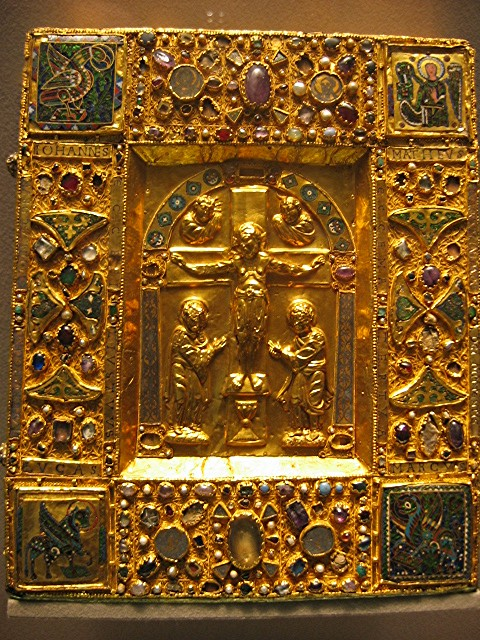
Artă romanică din Maastricht, Reliquary, secolul al XI-lea
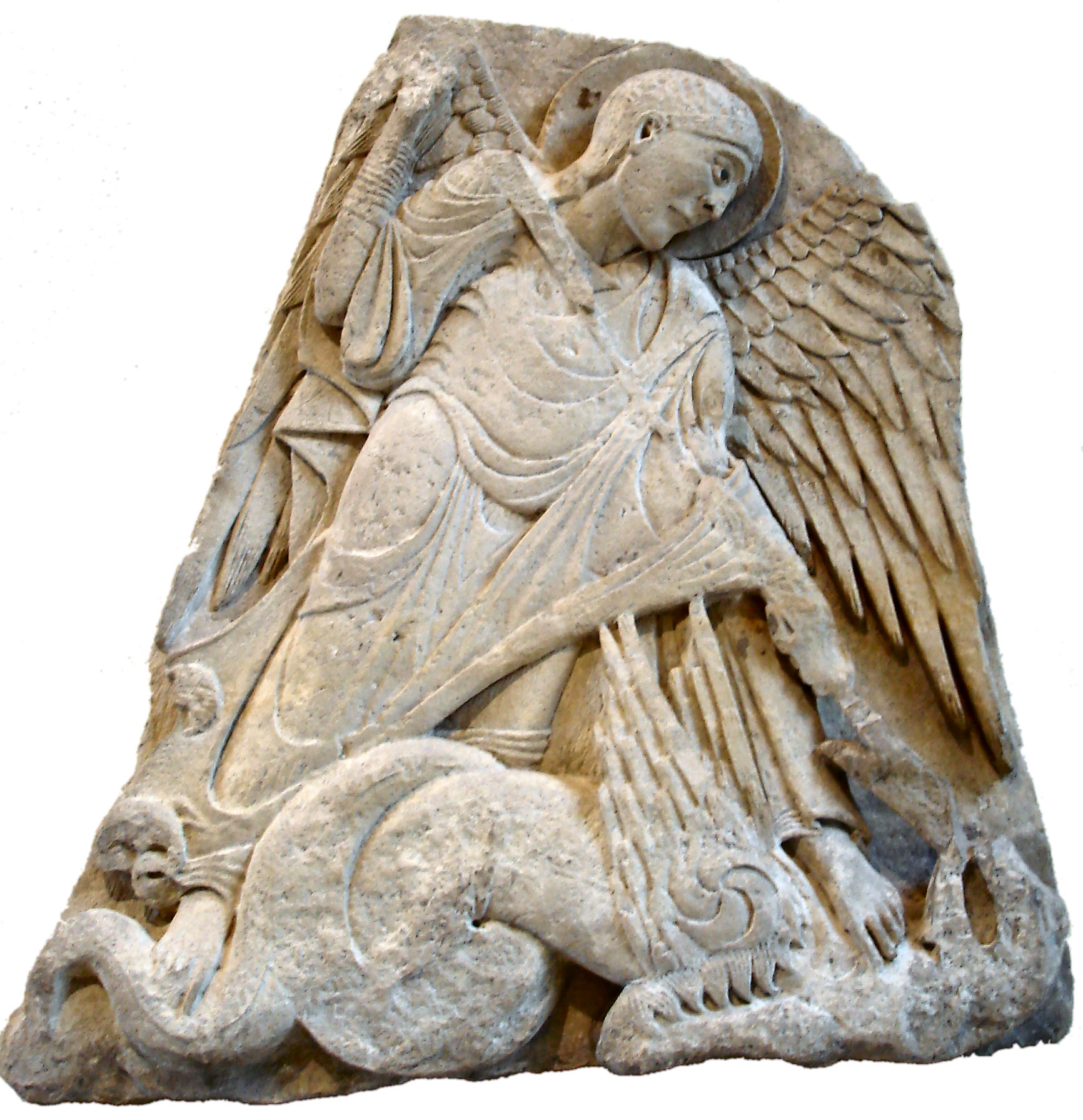
Arhitectura romanică din Franta, Sfântul Mihail și Diavolul, secolul al XII-lea
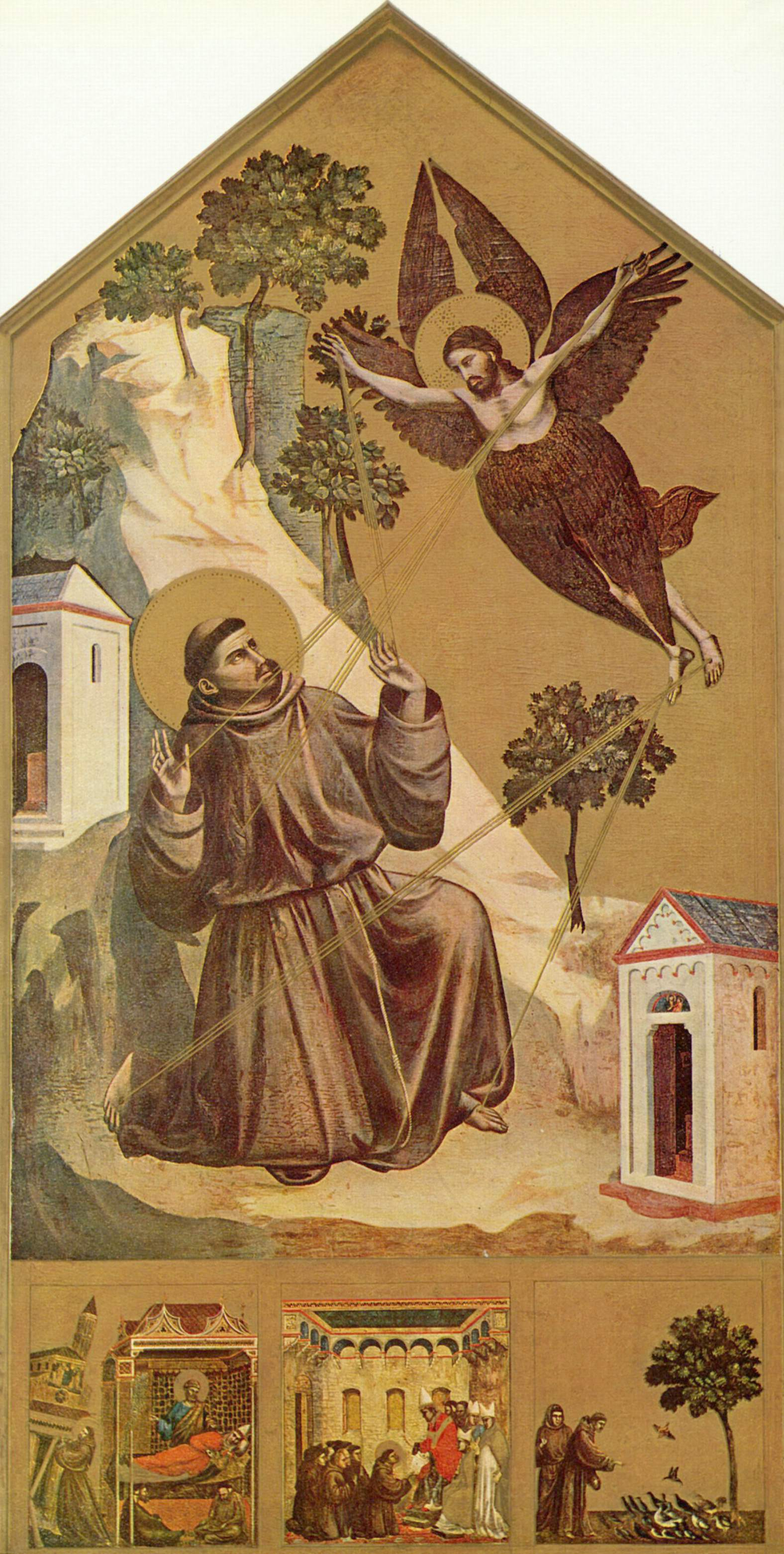
Pictura italiană renascentistă, Sfântul Francis primind stigmatele, Giotto, c.1300
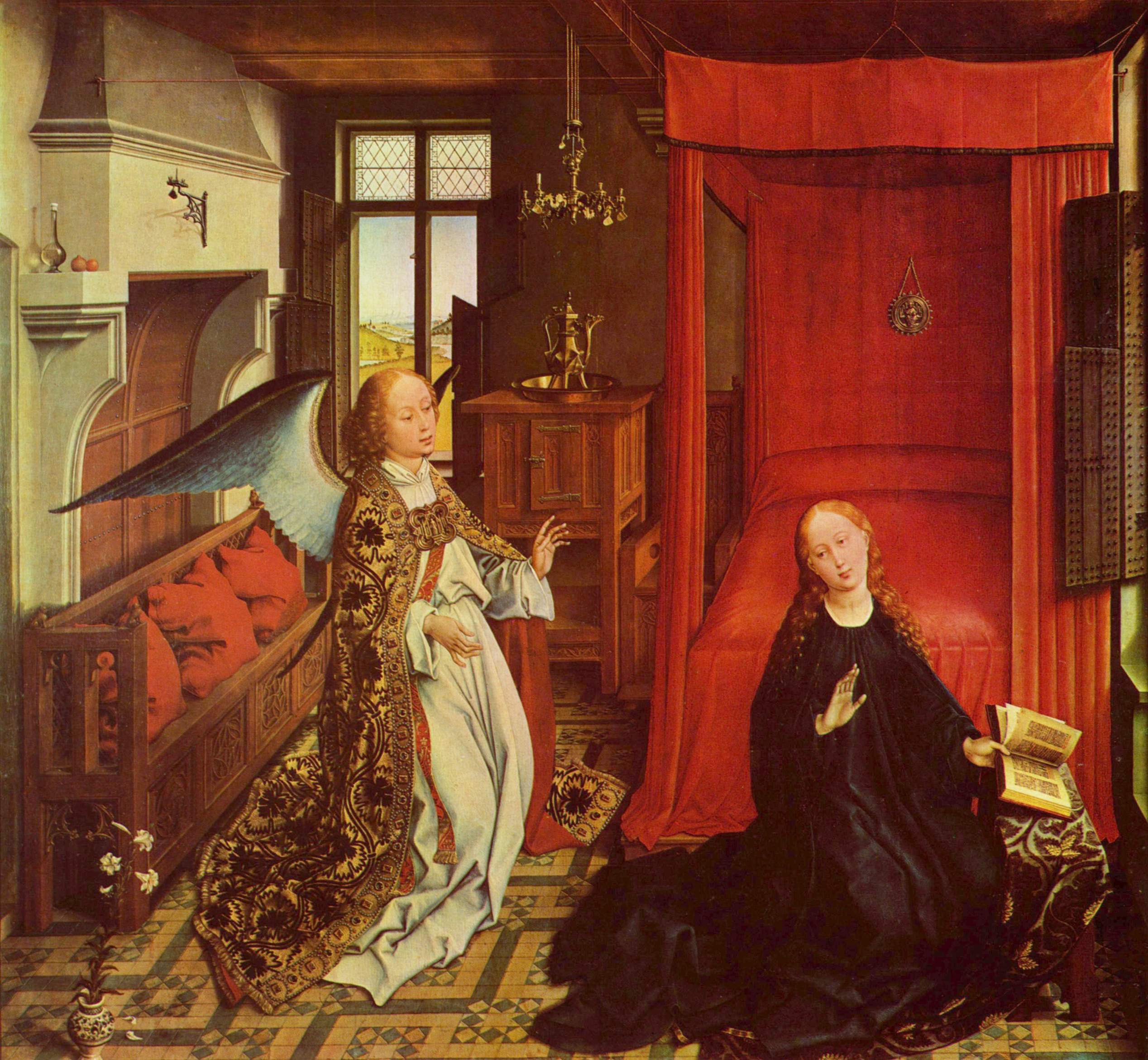
Pictură timpurie olandeză, Buna Vestire, Rogier van der Weyden, 1435
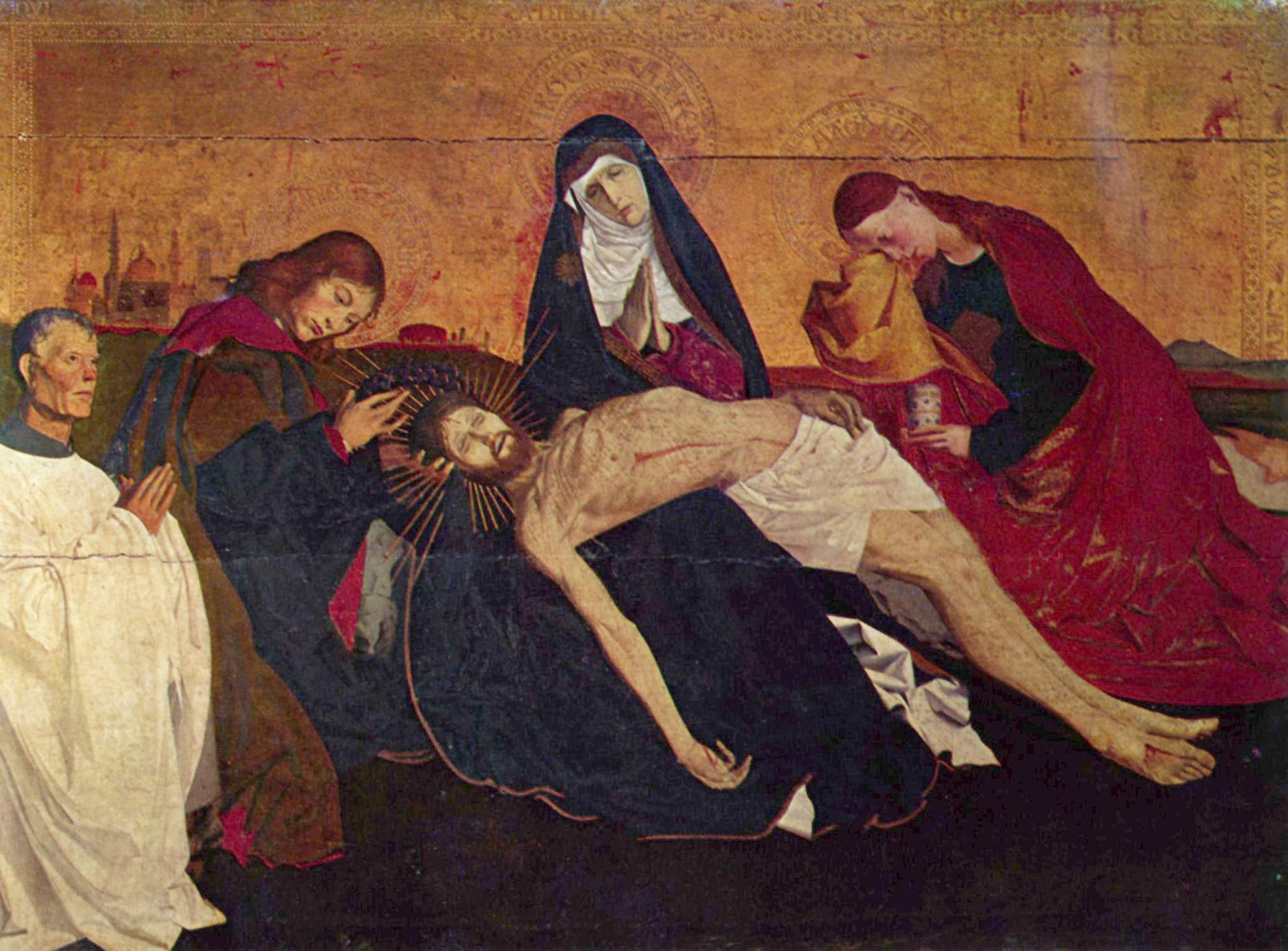
Arta gotică din Franța, Pieta de Villeneuve les Avignon, Enguerrand Quarton, 1460
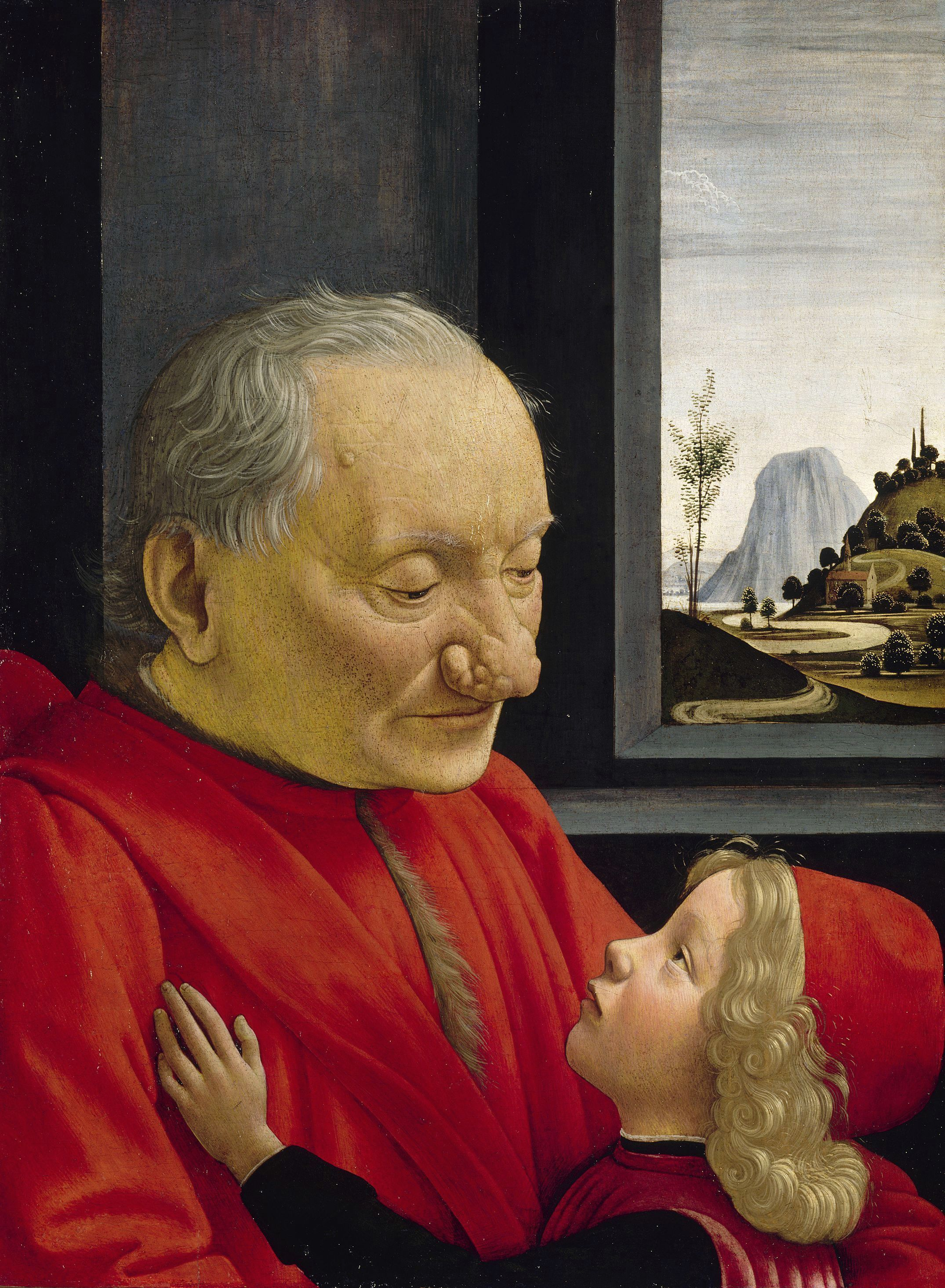
Pictura italiană renascentistă, Portretul unui bătrân și nepotul său, Ghirlandaio, 1488
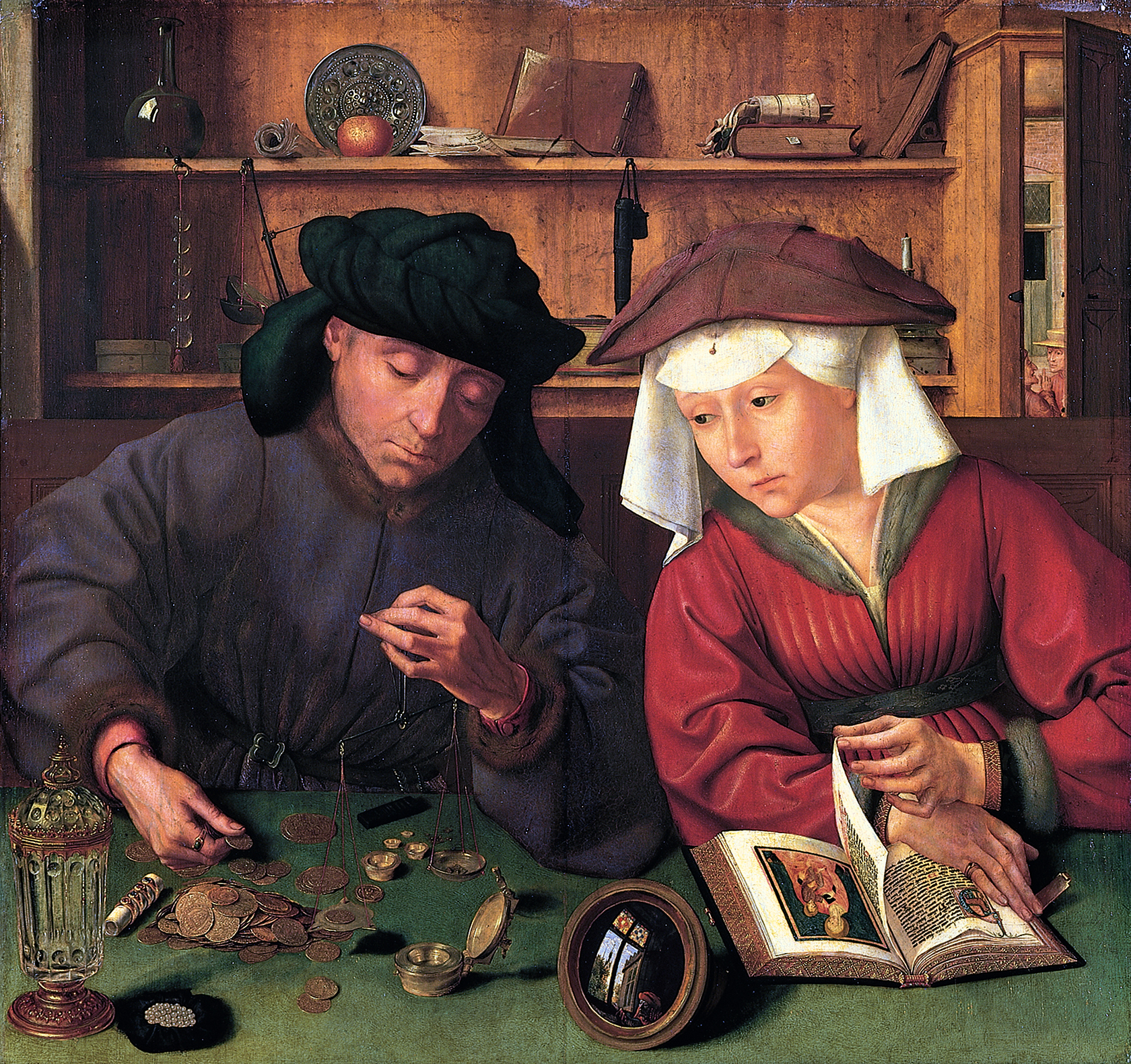
Pictura flamandă, Schimbătorul de bani și soția sa, Quentin Massys, 1514
Pictură italiană renascentistă, Baltasar de Castiglione, Raphael, c.1515
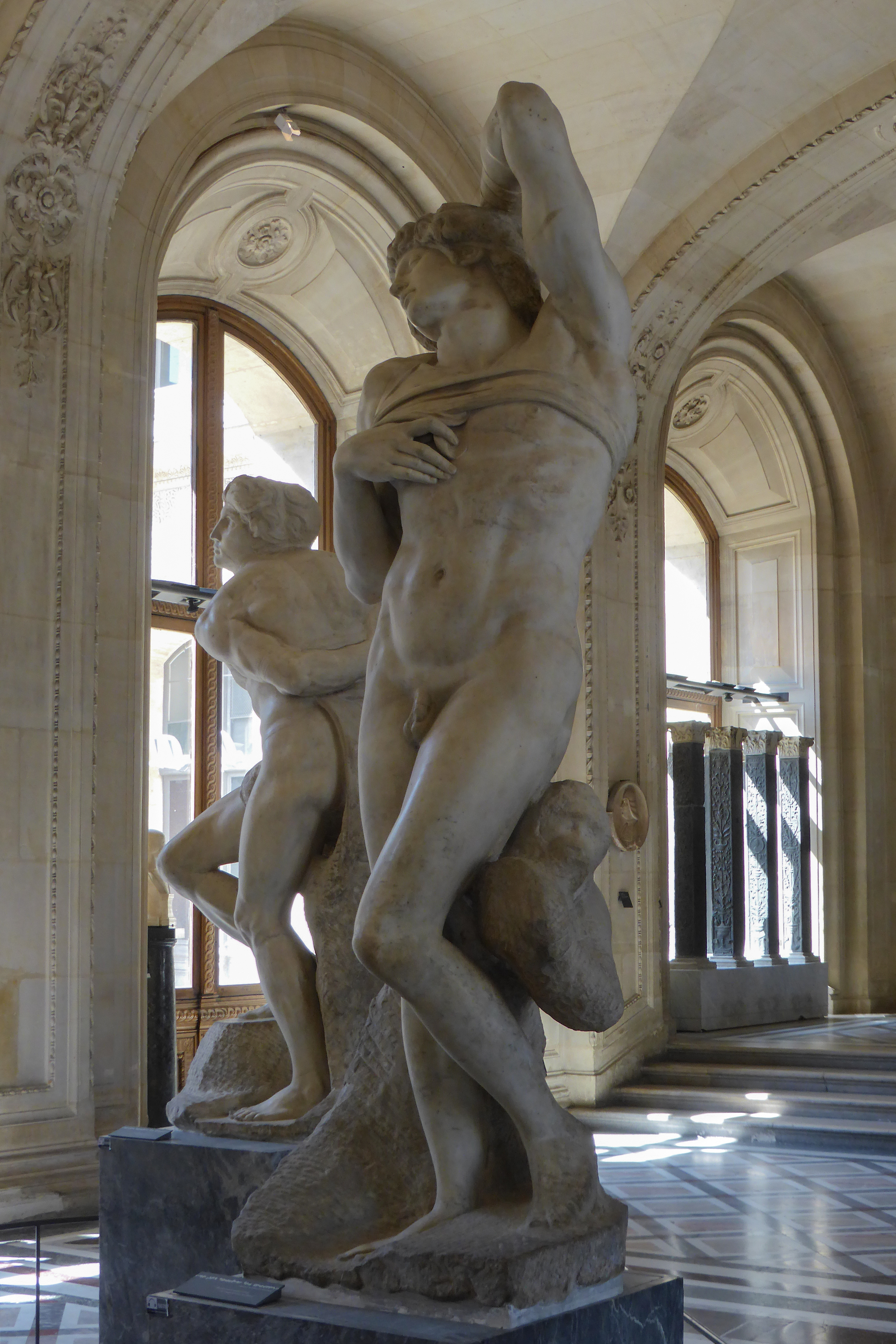
Sculptura italiană renascentistă, Sclavul ce moare, Michelangelo, 1513-16
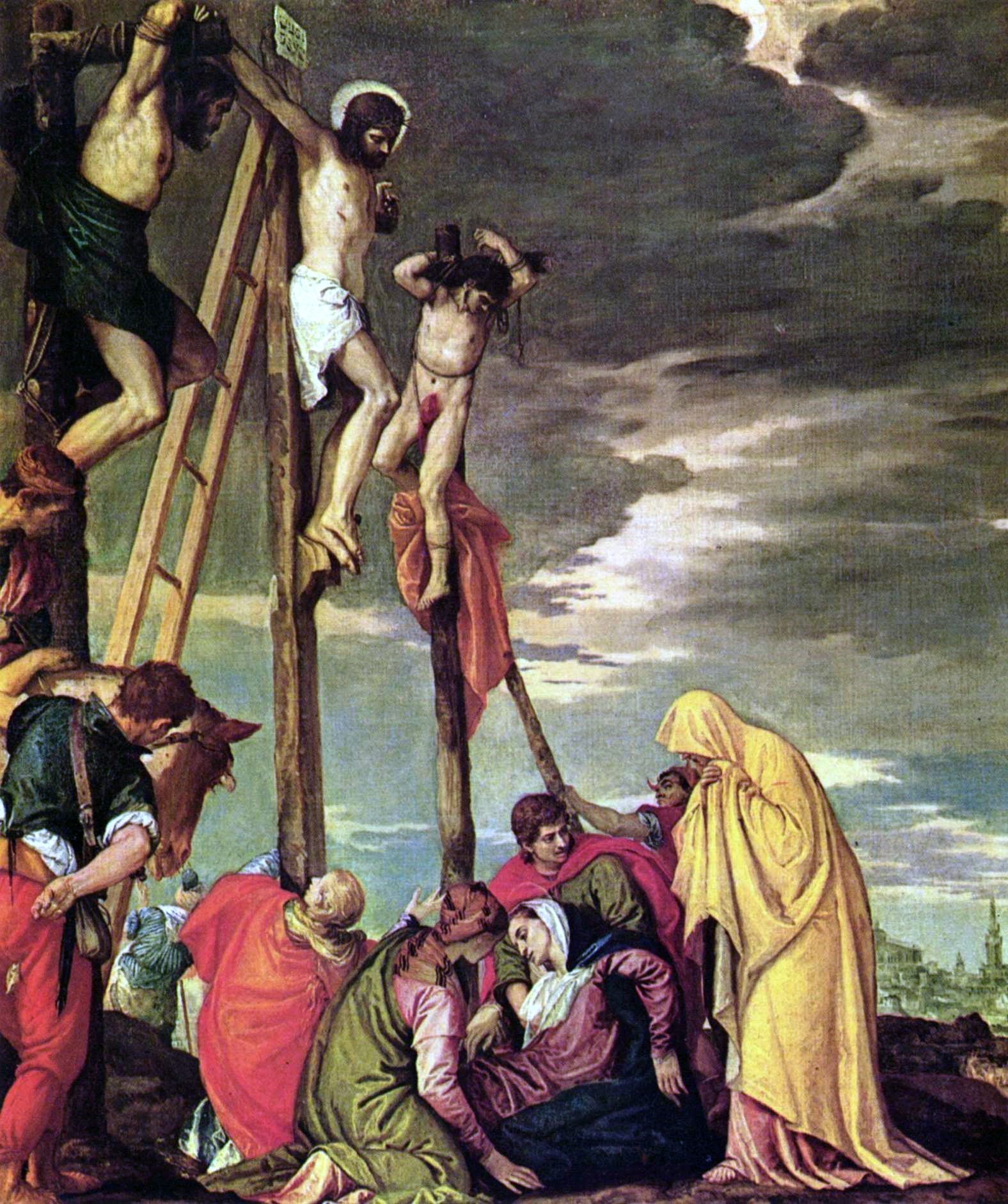
Pictură în stil de manierism venețian, Răstignirea, Paolo Veronese, c.1550